# John McKinley
John McKinley (Culpeper megye, 1780. május 1. – Louisville, 1852. július 19.) az Amerikai Egyesült Államok szenátora (Alabama, 1826–1831 és 1837).